# Га (тибетская буква)

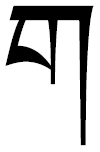

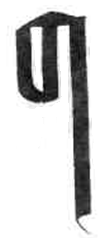
Га рукописный (умэ)

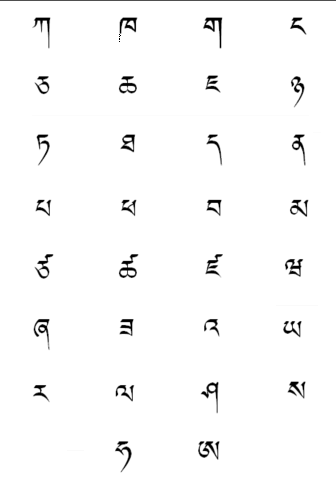

Га или гаик — третья буква тибетского алфавита и одна из наиболее частотных букв тибетской письменности, означает звонкий велярный взрывной звук. В словаре раздел буквы га может занимать до 10 процентов объёма. В тексте буква га может быть использована как число 3, гагигуги — 33, гажабкьюгу — 63, гадренбугэ — 93 и ганарого — 123.
В тибетском слоге буква Га может проявляться в трёх структурных ипостасях: 
- га-нгёнджук (приставка) — нечитаемая буква в начале слога, присутствует в 11 инициалях (гаочача и др.).
- слогообразующая буква — образует 27 инициалей, представленных ниже в той последовательности в которой они располагаются в словаре.
- га-джеджук (финаль) — одна из десяти букв которые могут стоять в финали слога. В этом положении она произносится в отличие от слогообразующей буквы без гласного звука, оглушается до звука "к" и может вообще не произноситься. Га-джеджук — одна из четырёх финалей, после которых может стоять непроизносимая вторая финальная буква са.

Га пхакпа
Али кали Гха

Порядок инициалей в словаре:
| Номер | Инициаль | Дакчха               | Транскрипция | Пример           |
| 1     |          | Га                   | га           |                  |
| 2     |          | Гаятагья             | гья (джья)   |                  |
| 3     |          | Гаратадра            | дра          |                  |
| 4     |          | Галатала             | ла           | линтрэн - остров |
| 5     |          | Даогага              | га           |                  |
| 6     |          | Даогаятагья          | гья (джья)   |                  |
| 7     |          | Даогаратадра         | дра          |                  |
| 8     |          | Баогага              | га           |                  |
| 9     |          | Баогаятагья          | гья (джья)   |                  |
| 10    |          | Баогаратадра         | дра          |                  |
| 11    |          | Маогага              | га           |                  |
| 12    |          | Маогаятагья          | гья (джья)   |                  |
| 13    |          | Маогаратадра         | дра          |                  |
| 14    |          | Аогага               | га           |                  |
| 15    |          | Аогаятагья           | гья (джья)   |                  |
| 16    |          | Аогаратадра          | дра          |                  |
| 17    |          | Рагатага             | га           |                  |
| 18    |          | Рагатагагаятагья     | гья (джья)   |                  |
| 19    |          | Лагатага             | га           |                  |
| 20    |          | Сагатага             | га           |                  |
| 21    |          | Сагатагагаятагья     | гья (джья)   |                  |
| 22    |          | Сагатагагаратадра    | дра          |                  |
| 23    |          | Баорагатага          | га           |                  |
| 24    |          | Баорагатагагаятагья  | гья (джья)   |                  |
| 25    |          | Баосагатага          | га           |                  |
| 26    |          | Баосагатагагаятагья  | гья (джья)   |                  |
| 27    |          | Баосагатагагаратадра | дра          |                  |

- Га пхакпа
- Али кали Гха

Буква га шрифтом ранджана:

## Га финаль
В финали слога га оглушается.
 ("меток") — цветок
Али кали «гха» шрифтом ранджана: